# Rhipicephalus maculatus
Rhipicephalus maculatus är en fästingart som beskrevs av Neumann 1901. Rhipicephalus maculatus ingår i släktet Rhipicephalus och familjen hårda fästingar. Inga underarter finns listade i Catalogue of Life.